# یواس‌اس درام (اس‌اس-۲۲۸)
یواس‌اس درام (اس‌اس-۲۲۸) (به انگلیسی: USS Drum (SS-228)) یک زیردریایی است که طول آن ۳۱۱ فوت ۹ اینچ (۹۵٫۰۲ متر) می‌باشد. این زیردریایی در سال ۱۹۴۱ ساخته شد.